# Frontière entre l'Inde et les Maldives
La frontière entre l'Inde et les Maldives est entièrement maritime et se situe en Océan Indien. Elle tient compte non seulement de la proximité entre les Maldives et de la péninsule indienne du Deccan (au nord-est des Maldives), mais aussi de l'état indien du Lakshadweep (Laquedives - au nord des Maldives).
Après avoir défini le tri-point en juillet 1976 avec le Sri Lanka, un traité bipartite fut formalisé avec un segment de démarcation en 20 points :
- Point T 4° 47′ 04″ N, 77° 01′ 40″ E
- Point 1 4° 52′ 15″ N, 76° 56′ 48″ E
- Point 2 5° 05′ 35″ N, 76° 43′ 15″ E
- Point 3 5° 13′ 56″ N, 76° 36′ 48″ E
- Point 4 6° 28′ 14″ N, 75° 41′ 34″ E
- Point 5 6° 33′ 21″ N, 75° 38′ 31″ E
- Point 6 6° 51′ 06″ N, 75° 25′ 46″ E
- Point 7 7° 15′ 27″ N, 75° 16′ 19″ E
- Point 8 7° 24′ 00″ N, 75° 12′ 06″ E
- Point 9 7° 25′ 19″ N, 75° 11′ 18″ E
- Point 10 7° 51′ 30″ N, 74° 56′ 09″ E
- Point 11 7° 48′ 30″ N, 74° 29′ 45″ E
- Point 12 7° 41′ 50″ N, 73° 38′ 34″ E
- Point 13 7° 39′ 02″ N, 73° 19′ 38″ E
- Point 14 7° 40′ 52″ N, 73° 03′ 23″ E
- Point 15 7° 42′ 19″ N, 72° 49′ 30″ E
- Point 16 7° 42′ 54″ N, 72° 42′ 26″ E
- Point 17 7° 49′ 05″ N, 72° 03′ 45″ E
- Point 18 8° 05′ 38″ N, 70° 15′ 08″ E
- Point 19 7° 57′ 27″ N, 69° 35′ 45″ E